# Léna (roman)
Pour les articles homonymes, voir Léna (homonymie).
Léna est un roman de Virginie Deloffre paru le 17 août 2011 aux éditions Albin Michel et ayant reçu notamment le prix des Libraires 2012.

## Historique du roman
Léna est le premier roman de Virginie Deloffre, médecin, qui a mis sept ans à l'écrire. Il reçoit le prix Première 2012 de la RTBF, le prix Thyde-Monnier de la Société des gens de lettres et, le 12 mars 2012, le 58e prix des Libraires.

## Résumé
Le roman relate l'histoire de Léna, originaire de Sibérie, du peuple nénètse, et de son mari pilote de l'armée de l'air soviétique, passionné par la conquête spatiale, durant la perestroïka.

## Éditions
- Éditions Albin Michel, 2011  (ISBN 978-2226229700).